# پردازش داده‌های الکترونیکی

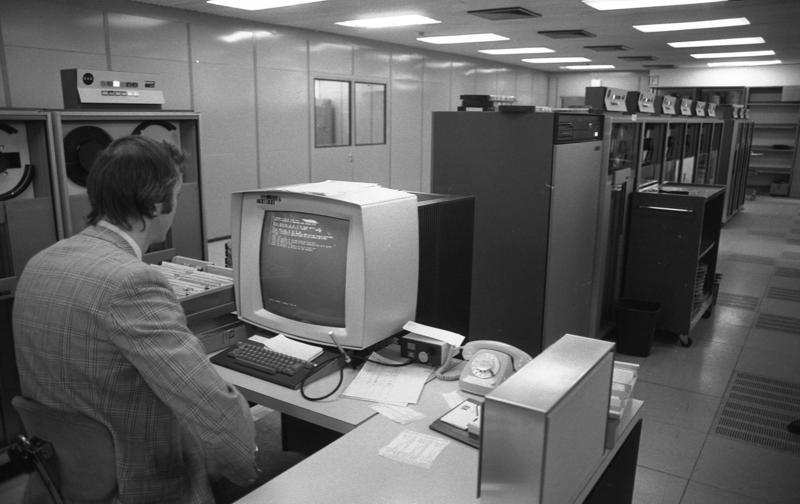
یک سیستم پردازش داده قدیمی

پردازش داده‌های الکترونیکی (انگلیسی: Electronic data processing) یا پردازش داده‌های کامپیوتری، به استفاده از روش‌های خودکارسازی در خلال فرایند پردازش داده‌های تجاری اطلاق می‌شود، که از فعالیت‌های ساده و تکراری برای پردازش حجم زیادی از اطلاعات مشابه استفاده می‌شود. نمونه‌هایی از پردازش داده‌های الکترونیکی شامل: به روز رسانی ارزش سهام در فهرست موجودی شرکت‌ها، معاملات بانکی انجام شده در حساب‌های مشتریان، رزرو و خریداری بلیط در سیستم‌های فروش بلیط و مدیریت صورتحساب‌ها در سیستم‌های خدمات نرم‌افزاری می‌باشد. روش خودکارسازی فرایندها با هدف پردازش رایانه‌ای داده‌ها، نخستین بار از انتهای دهه ۱۹۶۰ و ابتدای دهه ۱۹۷۰ در بریتانیا مورد استفاده قرار گرفت.